# Chaetopteryx bosniaca
Chaetopteryx bosniaca là một loài Trichoptera trong họ Limnephilidae. Chúng phân bố ở miền Cổ bắc.